# SsangYong Italdesign C200
Il SsangYong C200 è una serie di prototipi composta da 3 automobili presentate tra il 2008 e il 2009 che anticipano sia un futuro modello di crossover compatto, sia il futuro corso stilistico che sarà intrapreso dalla casa automobilistica coreana SsangYong Motor Company.

## Il primo modello
Il primo C200 è stato presentato al Salone dell'Automobile di Parigi nell'autunno 2008. Disegnato da Giorgetto Giugiaro per il centro stile Italdesign il C200 ha il compito di anticipare il nuovo family-feeling che sarà ripreso dai futuri modelli della casa coreana. Si tratta di uno Sport utility vehicle compatto lungo 4.400 mm caratterizzato da una linea spigolosa con profonde nervature laterali e da una vetratura molto estesa che percorre tutta la fiancata e si integra perfettamente al lunotto posteriore. Il frontale anch'esso molto spigoloso presenta dei proiettori che sfruttano la tecnologia luminosa a Led. Anche gli indicatori di direzioni laterali e i fendinebbia sono formati da una sottile striscia di diodi luminosi come le luci di direzione. La calandra di colore scuro incorpora il logo della casa. La coda presenta anch'essa due fanali a Led di forma arrotondata. La SsangYong ha espressamente dichiarato l'esigenza di voler costruire a breve termine un Suv dalla linea sportiva che potesse andare incontro ad una clientela molto vasta, infatti numerosi elementi che caratterizzano il C200 concept sono stati adottati osservando i principali gusti ed esigenze della clientela femminile e giovanile.
Rispetto alla tradizione di casa SsangYong che produce tutt'oggi fuoristrada con un telaio a trazione posteriore ma con la possibilità di inserire l'integrale la C200 utilizza un pianale completamente nuovo a trazione anteriore con sospensioni realizzate in alluminio (per contenere il peso della struttura di base) configurate all'anteriore secondo lo schema MacPherson e al posteriore con lo schema Multilink a 5 bracci. Grazie all'ausilio di un differenziale centrale la coppia motrice viene trasferita anche alle ruote posteriori permettendo l'inserimento della trazione integrale. Il passo misura 2.640 mm. Il cambio per questo C200 è un manuale a 6 rapporti mentre il motore è un nuovo 2.0 XDI turbodiesel common rail capace di 175 cavalli e grazie al filtro attivo antiparticolato (Green Diesel DPF) è omologato Euro 5. Il C200 in seguito è stato riesposto in una versione evoluta sotto il profilo del design e motoristico.

## La seconda versione: C200 Eco
La C200 Eco è un'evoluzione basata sulla C200 parigina. La presentazione avviene al Salone dell'auto di Seul nel 2009 e rispetto al primo prototipo la linea subisce ampi rimaneggiamenti sempre dal designer Giugiaro. Pochi dettagli estetici fanno sembrare la nuova C200 Eco una vettura totalmente rinnovata; i nuovi fari di forma arrotondata e il frontale completamente ridisegnato viene caratterizzato da nuove nervature e modanature in plastica che ne migliorano l'aerodinamica. La C200 Eco infatti segue il nuovo corso intrapreso dall'industria automobilistica della eco-efficienza ovvero motori sempre più potenti ma con cilindrata e consumi ridotti e aerodinamica delle autovetture particolarmente curata (un basso coefficiente di penetrazione aerodinamica). La carrozzeria bicolore (in due tonalità differenti di verde) possiede il montante laterale-posteriore a vista (non più coperto dalla vetratura). Il motore è il 2.0 XDI diesel da 175 cavalli già presente sul primo concept ma abbinato ad un gruppo ibrido con motore elettrico e accumulatori agli ioni di litio che vengono ricaricati in frenata. Le emissioni di anidride carbonica vengono dimezzate. Il cambio è un automatico a 6 rapporti.

## La terza versione: C200 Aero
La terza e ultima versione del Progetto C200 è la Aero, vettura più sportiva con una maggiore vocazione cittadina. Assetto ribassato, sospensioni irrigidite, minigonne e inediti profili laterali e frontali che ne migliorano sia l'aerodinamica che la stabilità, carrozzeria verniciata di nero e cerchi in lega opachi scuri, paraurti posteriori che inglobano i doppi terminali di scarico cromati e una presa d'aria a nido d'ape, spoiler applicato sul lunotto e calandra sportiva sono tutti gli elementi che rendono unica la C200 Aero.
Sotto al cofano un propulsore più tranquillo rispetto all'estetica: un 1.8 benzina a 4 cilindri con distribuzione a 4 valvole per cilindro in grado di fornire 175 cavalli alle 4 ruote motrici tramite il cambio manuale a 6 rapporti.
La casa madre durante la presentazione delle ultime 2 versioni (avvenuta in contemporanea al Salone di Seul) ha annunciato entro il 2010 la produzione in serie della vettura definitiva per ravvivare le vendite in costante calo che il marchio SsangYong sta subendo dopo l'entrata in una profonda crisi finanziaria.